# 匈牙利共产党
匈牙利共产党（匈牙利語：Magyar Kommunista Párt），简称匈共（MKP），是匈牙利历史上的一个共产主义政党。1943年6月，共产国际解散；7月，为方便开展反法西斯活动，匈牙利国共产党解散，其成员另外建立和平党。1944年3月，纳粹德国發現了匈牙利的背叛並占领匈牙利，该党创建反法西斯联盟“匈牙利阵线”，组织游击队，开展抵抗运动。同年9月2日，和平党改名为共产党。11月12日，又改名为匈牙利共产党。1946年9月，匈共“三大”确定了建设人民民主匈牙利的基本任务，实行生产资料公有化，进行土地和货币改革。1948年6月12日，该党与社会民主党合并为匈牙利劳动人民党。